# Нака, Мидори
Мидори Нака (яп. 仲みどり; 19 июня 1909, Токио — 24 августа 1945, там же) — японская актриса театра сингэки, пережившая атомную бомбардировку Хиросимы и умершая спустя 18 дней от лучевой болезни. Признана первой в мире жертвой радиационного облучения.

## Биография

### Ранние годы
Мидори Нака родилась в округе Нихонбаси в районе Тюо, Токио 19 июня 1909. Её имя в переводе с японского означает «зелёный цвет». Была третьей из четырёх дочерей армейского офицера. Окончила колледж Дзёгакуин в Осаке и вступила в театральную труппу из квартала Асакуса в 1928 году. В 1931 году стала актрисой только что образованного Малого театра Цукидзи и стала играть в постановках жанра сингэки. Славу ей принесла главная роль в постановке по роману Александра Дюма-сына «Дама с камелиями».
В середине 1930-х годов она стала помогать сёстрам, которые владели кофейным магазином в Аскусе в Токио. В 1940 году полиция запретила выступление труппы Цукидзи, и Мидори ушла в театральную труппу «Кураку-дза» (боль и удовольствие) в 1942 году. Из-за авианалётов на Токио к январю 1945 года труппа также распалась. В марте 1945 года Нака стала главной актрисой в театральной труппе «Сакура-тай», созданной актёром Садао Маруямой.

### Бомбардировка Хиросимы
7 июня 1945 года Нака приехала в Хиросиму, собираясь там провести очередной театральный сезон. Девять актёров труппы арендовали дом, который находился примерно в 650 метрах от эпицентра взрыва атомной бомбы, сброшенной американцами в августе 1945 года. В доме также проживали шесть человек театральной труппы Сангодза.
Мидори и 16 её коллег находились в том доме, когда в 8:15 взорвалась атомная бомба. 13 человек умерли мгновенно, а их трупы сгорели. Выжили только Мидори Нака, Садао Маруяма, Кэйко Сонои и Сёдзо Такаяма. Нака позднее вспоминала:

Когда это произошло, я была на кухне, поскольку в этот раз была моя очередь готовить завтрак. Я была в лёгком красно-белом халате, а на голове у меня была повязка. Когда внезапно яркий свет заполнил комнату, моей первой мыслью было, что это взорвался водяной бойлер. Внезапно я потеряла сознание. Когда я пришла в себя, то уже было темно, а вскоре я осознала, что нахожусь среди развалин дома. Когда я попыталась выбраться наружу, то поняла, что на мне из одежды только трусы. Я провела рукой по лицу вверх-вниз и поняла, что не пострадала. Только руки и ноги были слегка оцарапаны. Я сразу же побежала к реке, где всё уже горело. Я прыгнула в воду и поплыла вниз по течению. Спустя несколько сотен метров меня выловили солдаты.

### Болезнь и смерть
Благодаря своей известности через несколько дней Мидори смогла сесть на поезд, шедший в Токио. 16 августа Нака добровольно пришла в больницу Токийского университета, где её обследовали лучшие врачи страны, в том числе Масао Цудзуки, самый известный эксперт по радиации. В больнице актрисе постоянно делали переливание крови, чтобы спасти её жизнь. Изначально температура тела Мидори составляла 37,8 °C, пульс равнялся 80 ударам в минуту. В следующие дни у Мидори стали выпадать волосы, а количество белых кровяных телец уменьшилось с 8 тысяч до 300—400 (по некоторым оценкам, до 500—600), что удивило врачей. Количество красных кровяных телец выросло до 3 миллионов. 21 августа температура подскочила до 41 °C, а пульс поднялся до 158 ударов в минуту. 23 августа на теле Мидори появились 12—13 багровых пятен. В тот же день она заявила, что чувствует себя лучше, однако на следующий день, 24 августа 1945, она умерла.
Мидори Нака была последним членом театральной труппы «Сакура-тай»; выжившие после взрыва три актёра также умерли от радиационного облучения. Нака стала первым в мире человеком, официально умершим от радиации. В прессе её имя активно освещалось на первой церемонии памяти жертв бомбардировки Хиросимы.

## Память
Мидори Нака была первым человеком в мире, причиной смерти которого официально указана болезнь, вызванная последствиями ядерного взрыва (радиационное отравление). Журналист Роберт Юнг считает, что именно болезнь Мидори и её популярность среди простых людей позволили людям узнать правду о возникшей «новой болезни». Вплоть до кончины Мидори никто не придавал значения загадочным смертям людей, выживших в момент взрыва и умерших при неизвестных тогдашней науке обстоятельствах. Юнг считает, что смерть Мидори стала стимулом для ускорения исследований в области ядерной физики и медицины, которые вскоре сумели спасти жизни многих людей от радиационного облучения.
11 сентября 1945 года материалы о 37 жертвах взрыва, составленные учёными Киотского университета, были конфискованы генералом армии США Томасом Фарреллом. Среди материалов находились и останки Мидори. В 1972 году её останки, изученные американскими учёными, были возвращены в Японию в стеклянных сосудах. Ныне они выставлены на Мемориале мира в Хиросиме.
Французский поэт Жак Гошерон упоминает Наку в своём стихотворении «Под знаком Хиросимы» (фр. Sous le Signe d'Hiroshima), сравнивая её со снежинкой. Стихотворение было опубликовано в 48-м номере литературного журнала Europe: Revue Littéraire Mensuelle в 1970 году.
В 1988 году режиссёром Канэто Синдо был снят документальный фильм Сакура-тай тиру, повествующий об истории театральной труппы и судьбе её членов. Роль Мидори Наки в фильме исполнила Ясуко Ягами.